# Macrelmis browni
Macrelmis browni – gatunek chrząszcza z rodziny osuszkowatych.
Chrząszcz o ciele długości 6 mm i szerokości 3,2 mm, ubarwiony czarno z rudobrązowymi czułkami, stopami, goleniami i narządami gębowymi. Powierzchnia ciała jest ziarenkowana, w boczno-brzusznych częściach tułowia i odwłoka omszona. Nadustek ma prosty przedni brzeg. Przedplecze jest szersze niż dłuższe, o lekko wypukłych brzegach bocznych, wyposażone w żeberka przyboczne i pozbawione nabrzmiałości. Dysk przedplecza jest pozbawiony ziarenek, za to punktowany. Na rzeźbę pokryw składają się wąskie, drobno punktowane rzędy i wąskie, ziarenkowane międzyrzędy. Wierzchołki pokryw nie rozchodzą się. Środkowa para odnóży ma na goleniach po dwie grzywki włosków czyszczących. U samca paramery są tak długie jak edeagus.
Owad neotropikalny, znany tylko z brazylijskiego stanu Rio de Janeiro. Lokalizacja typowa znajduje się w okolicy Nova Friburgo.